# NGC 497
NGC 497 (другие обозначения — UGC 915, MCG 0-4-100, ZWG 385.85, Arp 8, PGC 4992) — галактика в созвездии Кит.
Этот объект входит в число перечисленных в оригинальной редакции «Нового общего каталога», а также включён в атлас пекулярных галактик.